# Pasztecik szczeciński
Pasztecik szczeciński je specialita polské kuchyně. Pochází z města Štětína, kde se prodává jako pouliční občerstvení. Tvoří jej válečky smaženého kynutého těsta o váze okolo 100 gramů, plněné slanou nádivkou. Pasztecik obsahuje mleté hovězí a vepřové maso, houby, zelí nebo sýr. Konzumuje se teplý a zapíjí se čistou šťávou z kvašené červené řepy (barszcz).
Jako první začal toto jídlo podávat v roce 1969 bufet Pasztecik (ulice Wojska Polskiego 46), který je připravoval na zařízení z armádních přebytků, které používali sovětští vojáci k vaření pirohů.
Den paszteciku se oslavuje 20. října. Od roku 2010 je pokrm na seznamu tradičních lokálních specialit chráněných EU.